# Maria de Mecklenburg-Schwerin (gran duquessa de Rússia)

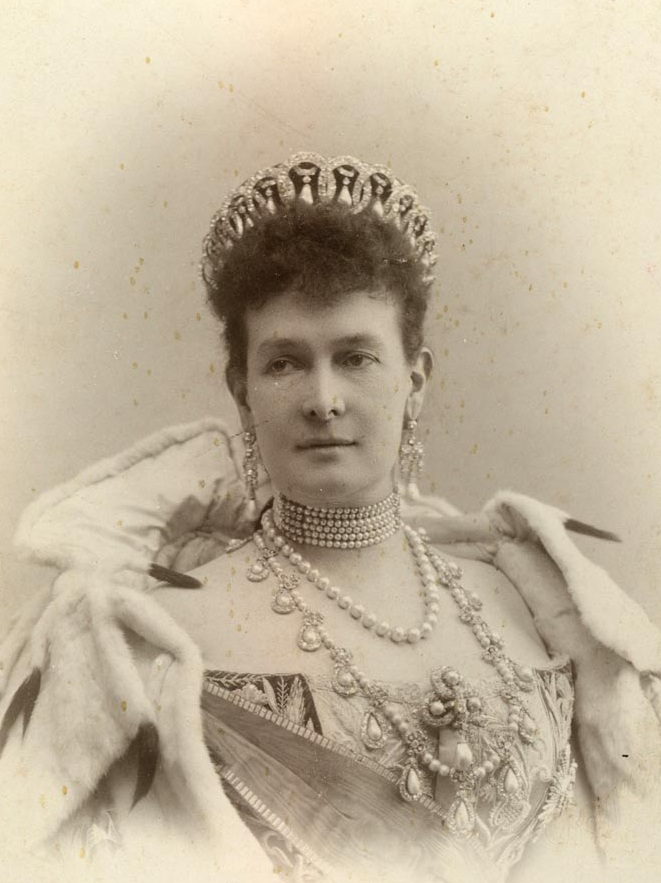
Maria de Mecklenburg-Schwerin (1895).

Maria de Mecklenburg-Schwerin, gran duquessa de Rússia (Ludwigslust 1854 - Contréxeville (França) 1920). Maria es convertí en la gran duquessa Vladimir de Rússia després del casament amb el gran duc Vladimir de Rússia. La gran duquessa es convertí en una de les més importants col·leccionistes de joies arribant a acumular una col·lecció particular impressionant.
Filla del gran duc Frederic Francesc II de Mecklenburg-Schwerin i de la princesa Augusta de Reuss-Köstritz nasqué el 14 de maig de 1854 al Ludwigslust. Essent besneta del rei Frederic III de Prússia i de la mítica príncesa Lluïsa de Mecklenburg-Strelitz. Per una altra branca era descendent directe del tsar Pau I de Rússia que era el seu besavi en ser neta de la gran duquessa Helena de Rússia.
Casada el 28 d'agost de 1874 amb el gran duc Vladimir de Rússia fill del tsar Alexandre II de Rússia tingué cinc fills:
- SAI el gran duc Alexandre de Rússia nat a Sant Petersburg el 1875 i mort el 1877 a la mateixa ciutat.

- SAI el gran duc Ciril de Rússia nat a Sant Petersburg el 1876 i mort a Neuilly-sur-Seine el 1936. Es casà amb la princesa Victòria Melita del Regne Unit. El 1995 fou enterrat a la Catedral de Sant Pere i Sant Pau de Sant Petersburg.

- SAI el gran duc Boris de Rússia nat a Sant Petersburg el 1877 i mort el 1943 a París. Es casà morganàticament amb Zinaida Sergeevna Rashevskaja a Gènova el 1919.

- SAI el gran duc Andreu de Rússia nat a Sant Petersburg el 1879 i mort a París el 1956. Es casà amb Maria Krzesinska creada princesa Romanovskaja-Krasinskaja a Canes el 1921.

- SAI la princesa Helena de Rússia nascuda a Tsàrskoie Seló el 1882 i morta a Atenes el 1956. Es casà amb el príncep Nicolau de Grècia.

Temuda a la cort de Sant Petersburg pel seu fort caràcter estigué tota la vida dominada per importants ínfules de grandesa. Col·leccionista empedernida de joies moltes de les quals avui en dia són propietat de la casa reial britànica.
Pogué escapar de la Revolució russa de 1917 i aconseguí transportar la seva col·lecció de joies a través d'un amic de l'ambaixada britànica a Sant Petersburg. A la seva mort foren repartides entre els seus fills: Ciril es quedà totes les perles, Helena els diamants, Boris les esmeraldes i Andreu els safirs.